# Circonscription de Kemona
La circonscription de Kemona est une des 177 circonscriptions législatives de l'État fédéré Oromia, elle se situe dans la Zone Ouest Hararghe. Son représentant actuel est Abdo Nasir Haji Mehamud.